# Karaurus
Karaurus (betekent 'kop-staart') is een geslacht van uitgestorven stamgroepsalamanders (Caudata) uit uit de Karabastauformatie uit het Midden- tot Laat-Jura (Callovien-Kimmeridgien) van Kazachstan. Het is een van de oudste bekende salamanders. Deze dieren werden tot twintig centimeter lang.

## Leefwijze
De bouw van salamanders is gedurende hun 150 miljoen jaar lange evolutie weinig veranderd, en daarmee vermoedelijk hun levenswijze ook niet: het waren goede zwemmers, die leefden van slakken, wormen, kreeftachtigen en insecten.
Karaurus was groot voor een salamander uit het Jura, ongeveer twintig centimeter lang en anatomisch zeer vergelijkbaar met moderne salamanders. Karaurus wordt verondersteld zich te hebben gevoed met kleine vissen en ongewervelde dieren met behulp van zuigvoeding via de vergroting van de mondholte, waarbij het goed ontwikkelde palatale gebit (tanden op het dak van de mond) en de marginale tanden hielpen om prooien te grijpen. Van Karaurus wordt gedacht dat het een clade vormt met Kokartus uit het Midden-Jura (Bathonien) van Kirgizië, en Marmorerpeton uit het Bathonien van Groot-Brittannië, die samen de Karauridae vormen, die nauw verwant zijn aan de kroonsalamanders. Net als andere leden van Karauridae is Karaurus neotenisch.

## Vondsten
Vondsten zijn gedaan in Kazachstan.